# 伊藤雅也
伊藤 雅也（いとう まさや）は、日本のアダルトビデオ監督。

## 概要
伊藤雅也は、現在OPERAを中心に活動しているアダルトビデオ監督である。
1990年代より、当時存在したインディーズAVメーカー「YANOMAN」（現在は消滅）より「ぬるぬる」シリーズの監督を務めた（『CUM』名義）。その内容が一貫して大量のローションを使用したものであったことから主にウェット&メッシーフェチの間で支持され、30作品を超えるシリーズ物としてリリースが行われた。
その後、ワイルドサイド内のレーベルCOBRAにて広範囲なジャンルの作品を発表。「ぬるぬる」に続くローション物シリーズである「べちょぬる!」を中心に、ワイルドサイドが2005年に活動を停止するまで作品をリリースし続けた。
同年、ワイルドサイドを離れOPERAを立ち上げた豊田薫と共に活動レーベルをOPERAに移し、新しいローション物シリーズである「ぬるべっちょ!」を発表（第1回に出演したAV女優はあいか瞬）。現在までローション物、シーメール物、ロリータ物、スカトロ物を中心とした作品リリースを続けている。現時点で活動している他のメーカーとしてディープスなどが上げられる。
特筆すべきは一貫したローション物作品へのこだわりで、大量のローションを使用し、さらに通常のローションよりも粘性を強化した特注のローションを採用するなどの点で、他の作品と一線を画している。

## 主な監督作品

### アダルトビデオ
- 『ぬるぬる』（1990年代・詳細な発表年は不明、YANOMAN）
- 『ぬるべっちょ!』(2005年～2007年、OPERA)
- 『べちょぬる!』(2004年～2005年、ワイルドサイド)
- 『最初で最後の南波杏＆トリプルシーメール大乱交OPERAスペシャル』南波杏(2008年2月25日、OPERA)
- 『ぷにろり。』加護範子・瀬戸ひなた（2007年9月15日、ドグマ、D-1クライマックス参加作品）